# 우에메주

우에메주

우에메주(프랑스어: Ouémé)는 베냉 남동부에 위치한 주로, 주도는 포르토노보(베냉의 수도이기도 함)이며 면적은 1,865km2, 인구는 1,096,850명(2013년 기준)이다. 북쪽으로는 플라토주와 주주, 서쪽으로는 아틀랑티크주와 리토랄주, 남쪽으로는 베냉만과 접하며 동쪽으로는 나이지리아와 국경을 맞대고 있다.
1999년 우에메주 북부가 플라토주로 분리되어 신설되었다. 9개 지방 자치체(아자라, 아조운, 아구에게, 아크프로미세레테, 아브랑쿠, 보누, 당보, 포르토노보, 세메크포지)를 관할한다.